# Lasówka szkarłatna
Lasówka szkarłatna (Setophaga ruticilla) – gatunek małego ptaka z rodziny lasówek (Parulidae).

## Systematyka
Monotypowy (nie wyróżnia się podgatunków). Opisano podgatunek tricolor, do którego miała rzekomo należeć populacja z zachodniej części zasięgu lęgowego, ale nie jest on obecnie uznawany.

## Morfologia
Długość ciała 11–13,5 cm. Wierzch ciała, gardło oraz pierś czarne; dół brzucha biały. Na skrzydłach i bokach ogona widoczne szerokie, pomarańczowe plamy. Boki ciała pomarańczowe. Głowa samicy szarobrązowa, tułów oliwkowoszary, spód ciała brudnobiały, boki ma żółte. Plamy na skrzydłach i ogonie są żółte. Jednoroczny samiec wygląda jak samica, z wyjątkiem czarnych plam i pomarańczowego nalotu na żółtych partiach upierzenia.

## Zasięg, środowisko
Liściaste lasy i zadrzewienia w północnej, środkowo-zachodniej i w większości wschodniej części Ameryki Północnej. Zimę spędza w Meksyku, Ameryce Środkowej oraz północno-zachodniej i północnej części Ameryki Południowej; nielicznie zimuje na południu USA – w południowej Kalifornii i południowej Florydzie.

## Status
IUCN uznaje lasówkę szkarłatną za gatunek najmniejszej troski (LC, Least Concern) nieprzerwanie od 1988 (stan w 2020). Organizacja Partners in Flight szacuje liczebność populacji na 39 milionów dorosłych osobników. Trend liczebności populacji jest spadkowy.